# Kjulevtja
Kjulevtja (bulgariska: Кюлевча) är ett distrikt i Bulgarien.   Det ligger i kommunen Obsjtina Kaspitjan och regionen Sjumen, i den östra delen av landet, 300 km öster om huvudstaden Sofia.
I omgivningarna runt Kjulevtja växer i huvudsak lövfällande lövskog. Runt Kjulevtja är det ganska tätbefolkat, med 134 invånare per kvadratkilometer.